# Німецька вітчизняна партія
Німецька вітчизняна партія (нім. Deutsche Vaterlandspartei) — націоналістична партія в Німеччині. Була заснована 2 вересня 1917 року (тобто у річницю седанской перемоги) Вольфгангом Каппом і Альфреда фон Тірпіцем. Метою партії було викликати у німецькому народі національний рух, зірвати укладення миру, продовжувати аннексіоністичну зовнішню політику. Підтримувала політику Пауля фон Гінденбурга і Людендорфа. Отримувала фінансову підтримку від Верховного командування німецької армії. У липні 1918 року, на піку популярності, в партії складалося 1250000 членів, але до вересня, членство скоротилося до 800000. Через невдачі на фронті, популярність партії стрімко падала; згідно поліцейським рапортами, переважна більшість учасників партійних демонстрацій приходили не підтримувати партію, а протестувати проти неї. Незабаром після листопадової революції 1918, проіснувавши всього 14 місяців, партія була розпущена.
У 1920 році колишнє керівництво партії спробувало провести путч. А Антон Дрекслер, рядовий член вітчизняної партії, в 1919 році заснував Німецьку робітничу партію — попередницю НСДАП.